# セントジョンズ砦包囲戦
セントジョンズ砦包囲戦（英: Siege of Fort St. Jean、砦の名称は英語でセントジョンまたはセントジョーンズ、フランス語でサンジャン）は、アメリカ独立戦争初期の大陸軍によるカナダ侵攻作戦中に、イギリス領ケベック植民地のセントジョンズの町と砦で行われた戦闘である。包囲戦は1775年9月17日から11月3日まで続いた。
リチャード・モントゴメリー将軍の率いる大陸軍は9月初旬に何度か侵攻に失敗した後でセントジョンズ砦を包囲した。大陸軍は兵士の発病、悪天候および兵站の問題に災いされながら、砦の中まで到達できる迫撃砲の砲台を設置した。砦の守備隊は弾薬ならば豊富にあったが、食料などの物資には不足していた。彼らはガイ・カールトン将軍の指揮下にあるモントリオールの部隊が包囲戦を挫いてくれるものと信じて防御を続けた。10月18日に近くにあったシャンブリー砦が陥落し、10月30日にはカールトンによる救援の試みが失敗した。この情報がセントジョンズ砦の守備隊に伝わり、大陸軍の新しい砲台が砦に向かって砲撃を開始したことが組み合わさり、守備隊は11月3日に降伏を受け入れた。
セントジョンズ砦が陥落したことで大陸軍はモントリオールに進撃することが可能になり、モントリオールは11月13日に戦闘も無く陥落した。カールトン将軍はモントリオールから脱出し、大陸軍の攻撃を迎え撃つためにケベック市に向かった。

## 背景
セントジョンズ砦はシャンプレーン湖の北端、リシュリュー川沿いにあり、ケベック植民地への入り口を守っていた。1775年5月にベネディクト・アーノルドとイーサン・アレンがタイコンデロガ砦を奪取し、セントジョンズ砦を襲ったとき、ケベック植民地を約600名の正規兵が守っており、その中には広いケベックの領土内に分散して配置されている者もいた。

### 大陸軍の侵攻準備
カナダ侵攻作戦は当初フィリップ・スカイラー将軍の指揮下にある約1,500名の部隊で始まり、9月4日にはリシュリュー川沿いの防御されていなかったイル・オ・ノワまで到着していた。9月6日、大陸軍はわずか10マイル (16 km) しか離れていないセントジョンズ砦への攻撃を始めた。この大陸軍は当初ニューヨーク植民地とコネチカット植民地の民兵で構成されており、その作戦の大半はスカイラーが病気のために作戦指揮を取れなくなった9月16日にその指揮官を引き継いだリチャード・モントゴメリー准将が指揮していた。

### イギリス軍の防衛準備
5月18日にアーノルド達がセントジョンズ砦を襲って砦の小さな守備隊を捕獲し、シャンプレーン湖で唯一の大型軍艦を捕獲して以来、セントジョンズ砦は南からの攻撃に対する備えを行っていた。5月の襲撃の報せがモントリオールに届いたとき、チャールズ・プレストン少佐の指揮下にあった140名の兵士が即座に砦の確保に派遣された。5月19日にはモントリオール市内で50名のカナダ民兵隊が立ち上げられ、やはり砦に送られた。

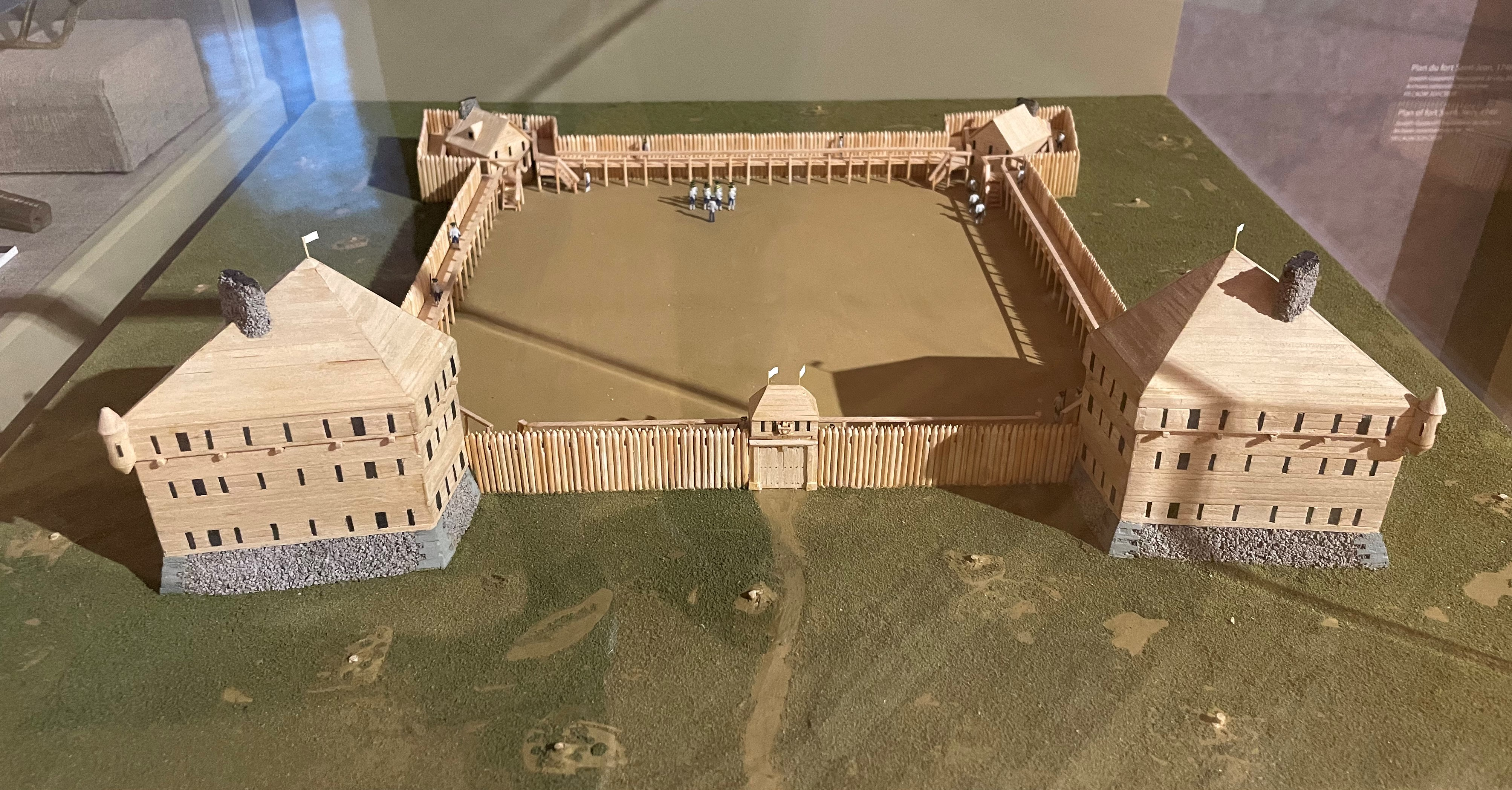
1750年代のセントジョンズ砦の地図。おそらく1775年の配置について不正確なところがある

アーノルド隊襲撃の報せを持った伝令のモーゼス・ヘイズンがケベック市に到着して、イギリスの総督で将軍のガイ・カールトンに報せたとき、カールトンは即座にケベックとトロワリヴィエールから援軍をセントジョンズ砦に向けて発した。カールトン自身は5月26日にモントリオールに行き、植民地全体の防衛手配を監督したが、特にアメリカ側の侵入経路になる可能性が高いセントジョンズ砦に守りを集中させることに決めた。
大陸軍がイル・オ・ノワに到着した時までに、セントジョンズ砦にはチャールズ・プレストン少佐の指揮下で約750名の兵士が駐屯していた。これらの大半は第7および第26歩兵連隊と陸軍砲兵隊の正規兵だった。地元で徴兵された90名の民兵と、アレン・マクリーン大佐のハイランド移民隊からの20名もいた。ハイランド移民隊はフレンチ・インディアン戦争の古参兵だった。インディアンの分遣隊（おそらく近くの集落から来たコーナワガ族）がクロード・ド・ロリミエとギルバート・タイスの指揮で砦の外を偵察していた。リシュリュー川は、ウィリアム・ハンター中尉の指揮で武装スクーナーロイヤルサベージが偵察し、他に建造中の船があった。
砦自体はリシュリュー川の西岸にあり、約600フィート (180 m) 離れた土盛堡塁2つがあり、幅7フィート (2.1 m)、深さ8フィート (2.4 m) の溝に囲まれ、その縁には拒馬が置かれていた。南側堡塁はおよそ大きさが250フィートと200フィート (80 と 65 m) あり、調理場、弾薬庫および倉庫など6つの建物があった。北側の堡塁は幾らか大きく、兵舎として使われる2階建て石造りの建物を内包していた。守備隊は砦の周り数百ヤードの藪を払い、戦場に障害物が無いようにしていた。堡塁の西側には木製の柵を置き、通信を確保するために2つの堡塁を繋ぐ塹壕を掘った。砦の東側は川に面しており、そこには造船所があり、ロイヤルサベージの停泊所があった。

## 最初の接近

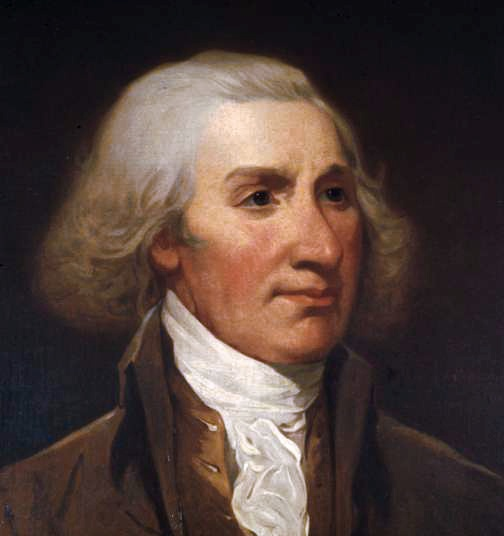
フィリップ・スカイラー将軍

### インディアンとの小競り合い
9月6日、スカイラーとモントゴメリー両将軍がセントジョン砦から約1マイル (1.6 km) 上流の上陸点まで平底舟で部隊を動かした。スカイラーは船に留まり、モントゴメリーが部隊を率いて砦上流の湿地を進んだ。この部隊はそこでタイスとロリミエに率いられた約100名のインディアンに急襲された。その後の小競り合いの中で、大陸軍は8名が戦死し、9名が負傷した。インディアンの方は4名が戦死し、5名が負傷したが、タイスも負傷した。大陸軍の兵士は比較的経験の浅い民兵であり、船の所まで引き返し、防御のために胸壁を建設した。これを見た砦の守備隊は胸壁に向かって大砲を発砲し、大陸軍をさらに約1マイル上流に後退させた。大陸軍はそこで再度胸壁を築きその夜の宿営を張った。インディアンは、砦の部隊も住人も戦闘の支援のために出てこなかったことに不満を抱き、自分達の集落に帰った。
スカイラーはその宿営地に地元のある男の訪問を受けた。歴史家達はこれがモーゼス・ヘイズンだったと信じている。マサチューセッツ生まれで砦の近くに住む退役士官のヘイズンは、大陸軍の状況の暗い見通しについて語った。ヘイズンは、砦が第26連隊全軍と100名のインディアンで守られており、包囲戦に対しても物資は十分にあると言った。また住民はアメリカ側に友好的ではあるが、勝利の見通しが立たなければ協力はしないだろうとも言った。スカイラーは9月7日に作戦会議を招集し、イル・オ・ノワまで後退することを決めた。しかし、9月8日、デイビッド・ウースター指揮下にコネチカットの民兵と砲兵を伴うニューヨークの民兵を含め800名の援軍が到着し合流した。この援軍に心を強くした大陸軍は退却の代わりに砦に向かって夜間の行軍を行うことに決めた。病気が重くなっていたスカイラーは（「ペンを持てないくらい」病気が進行していたとされている）、部隊の指揮権をモントゴメリーに渡した。
セントジョンズ砦の外で起こった両軍のこの最初の接触に関する報告はかなり誇張されているものが多い。地元民の多くはある種の勝利だったと主張していた。例えば「ケベック・ガゼット」紙は、60名のインディアンが1,500名の大陸軍を追い払い、30名を殺し、40名を負傷させたと報告した。この報せに続いてカールトン将軍は近くの教区全てにその民兵の10％を差し出すよう命令を発した。民兵の士官達はモントリオールに出頭したが、多くの民兵は家に留まったままだった。9月7日までに約120名の民兵隊が立ち上げられ、セントジョンズ砦に送られた。

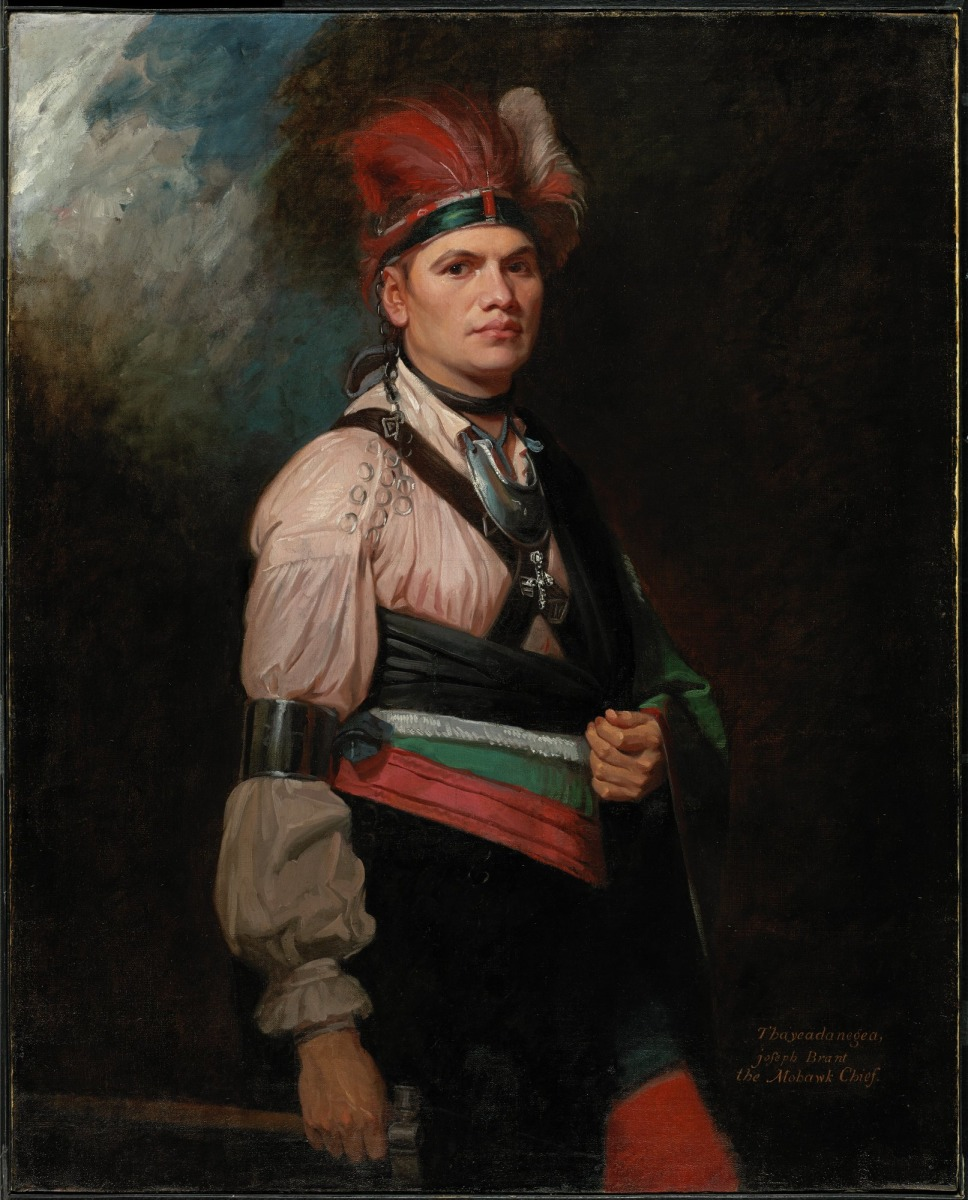
ジョセフ・ブラント

### 大陸軍の情報宣伝と徴兵
9月8日、スカイラーはイーサン・アレン（セス・ワーナーからグリーンマウンテンボーイズの指揮者を解任されて以来志願兵として行動していた）とジョン・ブラウンを派遣して、大陸軍が到着していることを知らせ、カナダ住民をイギリス支配の束縛から解放するつもりであることを宣言する回状を配らせた。アレンとブラウンはセントジョンとモントリオールの間にある教区を回り、そこでは歓待されて地元民の護衛まで提供された。地元の穀物商であるジェイムズ・リビングストン（モントゴメリーの妻の親戚だった）がシャンブリー近くで地元民兵隊の立ち上げを始め、最終的に300名近い部隊になった。
アレンはコーナワガ族の集落も訪れ、そこでは住民が中立を保つ保障を引き出した。コーナワガ族はこれまで情報戦争の対象となっており、イギリスのインディアン代理人ガイ・ジョンソンは、イロコイ族の他の部族と同様、アメリカ側に対して武器を取って立ち上がるよう彼らの説得に努めていた。しかし、スカイラーは8月にイロコイ族の大半と交渉して中立を保つという合意を得ていた。この合意の報せが9月10日にコーワナガ族の集落にも届いた。カールトンとジョンソンがこのことを知ると、ジョンソンはダニエル・クラウスとジョセフ・ブラントを派遣してコーワナガ族の決心を変えようとした。しかしその懇願も拒絶された。

## 2回目の接近

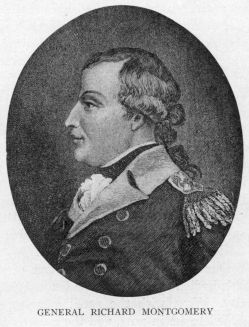
リチャード・モントゴメリー将軍

9月10日夜、モントゴメリーは再度1,000名を率いて出立し、船で最初の上陸地点まで戻った。暗闇と湿地のために混乱する中で兵士の中には仲間と逸れる者もいた。彼らが再度仲間に出会ったとき、互いを敵と勘違いして恐慌に陥った。湿地の中に丁度30分いただけで、部隊は上陸点まで戻った。船のところに留まっていたモントゴメリーは再度部隊を進発させた。このときも前衛部隊が少数のインディアンと住人に出会い、再び恐慌に陥った。「敵」の2人が殺されたが、部隊はまたしても列を乱して上陸点まで後退し、その指揮官であるルドルファス・リッツェマも止めることができなかった。
大陸軍の参謀が集まって次の行動を議論しているときに、イギリスの艦船ロイヤルサベージが接近しつつあるという報せが入った。このことで部隊は川を遡ってイル・オ・ノワまで退却を始めることになり、参謀達はあやうく取り残されるところだった。
3回目の試みは9月13日に行われることになった。しかし悪天候のために16日まで延期された。スカイラー将軍はこのときまでにさらに病気が重くなり、タイコンデロガ砦まで後退する必要があると考えていた。彼はその日に出発し、侵略軍の全指揮権をモントゴメリーに渡した。スカイラーだけが発病したのではなかった。悪天候、湿地、マラリアの蔓延したイル・オ・ノワの事情で兵士達に過労を強い、さらに多くの者が発病した。その悪い知らせは良い情報で和らげられた。250名の援軍がイル・オ・ノワに到着したのである。すなわち、セス・ワーナーの指揮するグリーンマウンテンボーイズ中隊と、ティモシー・ベデル大佐の指揮するニューハンプシャーの中隊だった。

## 包囲戦の開始
9月17日、モントゴメリーの部隊はセントジョンの直ぐ南で出来合いの船隊から降り、砦から北のモントリオールに向かう道路を閉鎖するためにジョン・ブラウンに分遣隊を付けて派遣した。上陸した部隊をロイヤルサベージが攻撃する可能性に備えて、小さな武装ボートの船隊が川を守った。
ブラウン隊はその日に最初の通行者を捕らえた。それは砦に物資を運ぶ荷馬車隊だった。このことが起こったのを見た砦の指揮官プレストンは、物資を取り戻すために急襲部隊を派遣した。ブラウン隊は物資を森の中に隠すだけの時間があり、本部隊のところまで戦闘の音が届くところまで後退した。モントゴメリーはベデルとその中隊と共にブラウン隊の救援に駆けつけ、物資を渡すことなく砦までイギリス兵を追い返すことに成功した。この戦闘の間にモーゼス・ヘイズンがまずブラウンに捕まえられて尋問を受け、続いてイギリス軍に逮捕され砦まで連れて行かれた。その夜ヘイズンとインディアン代理人のロリミエは砦から脱出し、モントリオールに行ってカールトンに状況を報告した。

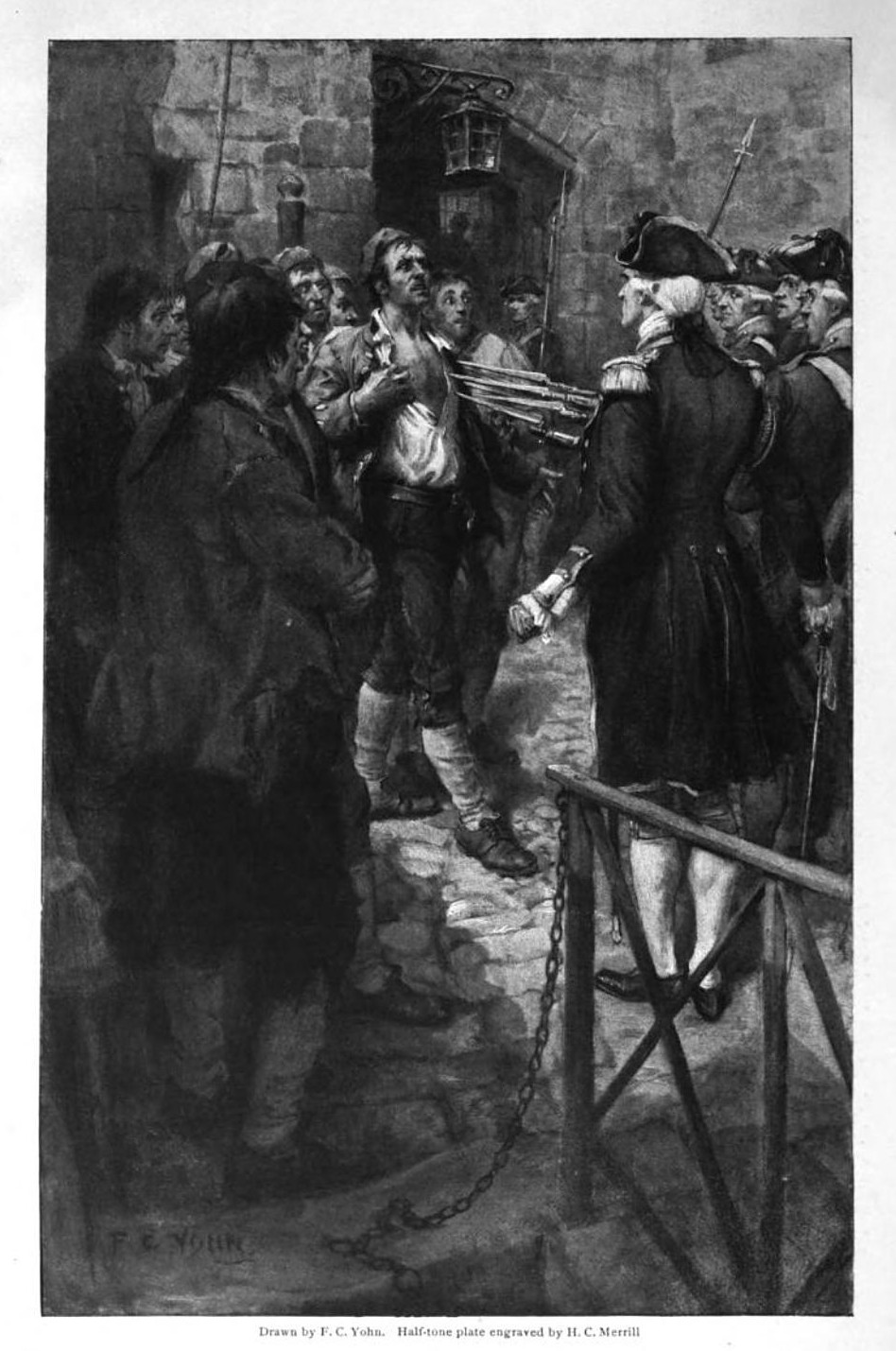
イーサン・アレン（中央）と彼を捉えたモントリオール住民

モントゴメリーは9月18日に部隊を使って砦の周りに塹壕掘りを始めさせ、砦の南には迫撃砲の砲台を造らせた。ブラウンにはモントリオールに向かうためのセントローレンス川渡河地点の1つであるラ・プレーリーに陣地を設けるよう命令した。イーサン・アレンはアメリカ兵の小部隊と共にリビングストンが徴兵していたカナダ兵を集めに行き、彼らを連れてもう1つの主要渡河点であるロンゲールの監視に向かった。リビングストンはシャンブリー砦の下流ポワン・オリビエで基地を建設していた。シャンブリー砦はリシュリュー川の急流沿いにある昔からの砦だった。リビングストンはその同国人達にそこで合流するよう督促していた。ロイヤリストの中にはリビングストンの部隊に他の者達が加わらないよう説得に努めるものがいた。リビングストンの支持者達はロイヤリストの動きに激しく反発することがあり、またカールトンは市外でのロイヤリストの動きを支援するために何もしていなかった。
アレンはタイコンデロガ砦での行動における強がりで既に有名だったが、9月24日にロンゲールに到着したときにモントリオールを手に入れることを試みることにした。翌日のロングポイントの戦いでこの試みは失敗し、アレンは多くの兵士と共にイギリス軍に捕まった。アレンがモントリオール近辺まで来ていたことが警鐘となり、モントリオールの外の田園部から約1,200名の民兵を集めることになった。しかし、カールトンはロイヤリスト支援の輪に乗じることができず、セントジョンズ砦を包囲している大陸軍に対する救援部隊に彼らを送ろうとはしなかった。カールトンが何もしなかった数週間で、田園部から来た者達は家の用事や収穫のために戻っていった。カールトンはこのときの利点を使って、モントリオールの商人でアメリカ支持を公言し、大陸軍に通報していたトマス・ウォーカーを逮捕する命令を出してはいた。
包囲のための工作物を作る大陸軍の状態は困難なものだった。地面は湿地であり、塹壕は直ぐに膝の高さまで水で埋まった。モントゴメリーはその部隊を「湿地を這い回る半分溺れたネズミ」と表現していた。さらに事態を悪くしたのは、食料や弾薬などの物資が枯渇し始めたことであり、大陸軍が砲撃を行ってもイギリス軍は諦める兆候も無かった。病気もまた大陸軍の有効性を減じるように働いていた。10月半ばまでに900名以上の兵士が病気のためにタイコンデロガ砦まで後送された。包囲戦の初期に砦の守備隊は砦の周りの土地を払って、包囲側が砲台も建てられないほどできるだけ難しくすることに成功していた。プレストン少佐は9月23日の日記で、「脱走者が敵はどこに砲台を造っているかを告げたので、できる限り砲弾を撃ち込んでそれを使えなくした」と記していた。タイコンデロガから大型の大砲が到着するまで、砦の守備隊は火力で大陸軍をかなり上回っていた。

## 大型大砲の到着
10月6日、「オールドスノー」とあだ名された1門の大砲がタイコンデロガから到着した。大陸軍は翌日これを据えて砦への砲撃を開始した。続いてモントゴメリーは2つ目の砲台の設置作戦を開始した。最初は砦の北西に据えることを望んだが、その参謀がリシュリュー川の東側直ぐに据えるよう説得した。そこからは造船所やロイヤルサベージを見下ろすことができた。その砲台の建設は、これを妨害するために砦から派遣された武装ガレー船のために困難を極めたが、10月14日には完工し、翌日には砲撃を始めた。その翌日にはロイヤルサベージが砦の前の廃墟となった。それが破壊されることを予測したロイヤルサベージの指揮官は船内の物資や武装を回収できるような場所に停泊するよう命じていた。

## シャンブリー砦の奪取

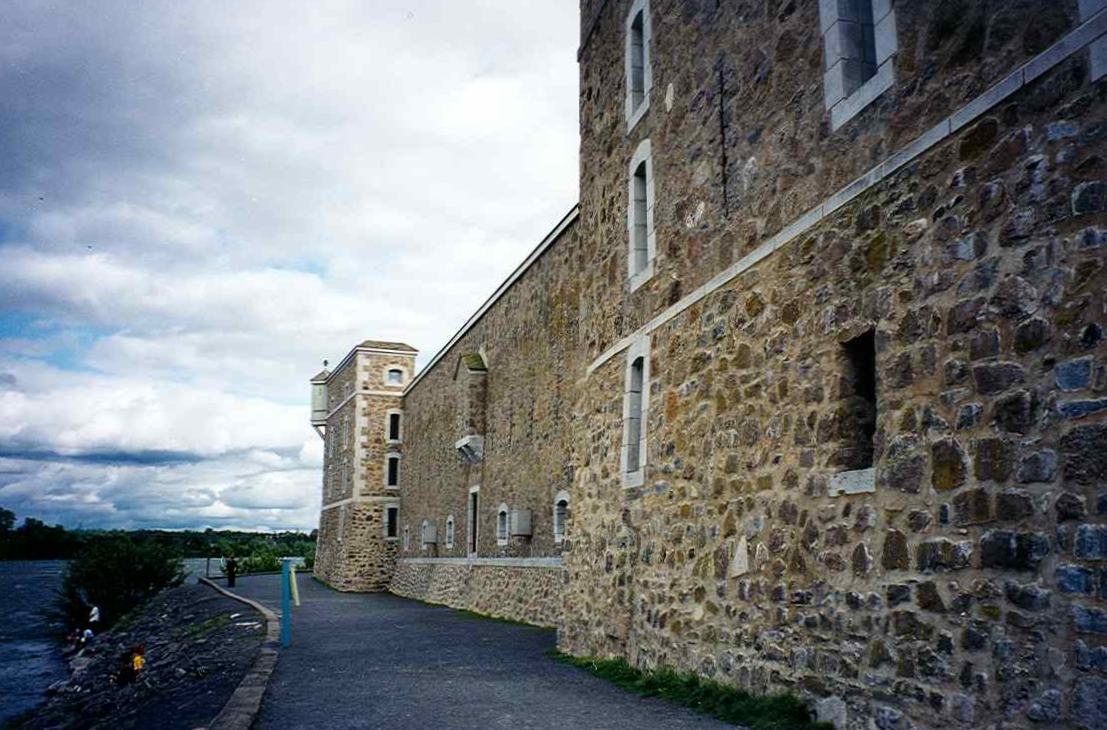
シャンブリー砦の壁

ジェイムズ・リビングストンはその民兵隊が宿営していた場所の近くにあるシャンブリー砦を奪取しようという考えをモントゴメリーに進言した。リビングストンの部下の1人、ジェレミー・ダガンが9月13日に2門の9ポンド砲を運んでセントジョンズ砦の下を通過させ、シャンブリー砦の奪取のために使えるようにした。シャンブリー砦は大半が第7歩兵連隊のわずか82名の守備兵が守っていただけであり、2日間続けた砲撃の後の10月18日にはその指揮官ジョセフ・ストップフォードが降伏した。さらに深刻なことに、ストップフォードは大陸軍にとって貴重な主に火薬や冬季用食料を破壊しておくことを怠っていた。6トンの火薬、6,500個のマスケット銃弾薬筒、125挺のマスケット銃、80樽の小麦粉および272樽の食料が捕獲された。
ティモシー・ベデルがプレストン少佐と交渉し、シャンブリー砦で捕まえられた捕虜が川を遡ってセントジョンズ砦の下を航行できるようにした。シャンブリー砦を失ったことはセントジョンズ砦の士気を下げた。民兵の中には降伏を望む者もいたが、プレストンはそれを認めようとはしなかった。シャンブリー砦の降伏に続いて、モントゴメリーはセントジョンズ砦の北西に砲台を造るという意思を再開させた。このときは参謀達も反対せず、10月末までにそこにすえられた大砲が砦への砲撃を開始した。

## カールトンの救援の試み

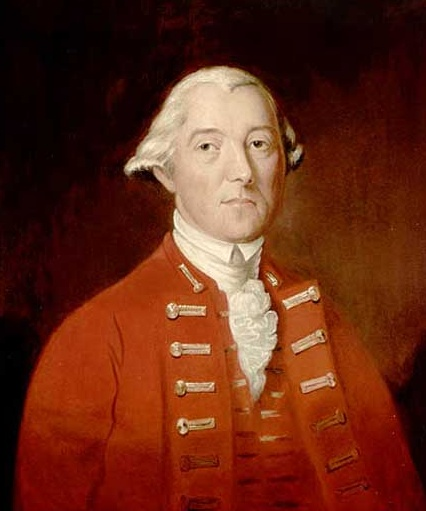
ガイ・カールトン将軍

モントリオールにいたカールトンが遂に動き始めた。直ぐに動かないことで常に批判に晒され、民兵からの不信が募っていたので、カールトンは攻撃作戦を立てた。ケベックにいるアラン・マクリーン大佐に伝言を送り、そのハイランド移民隊とソレルの民兵隊を連れてきて、リシュリュー川をセントジョンズ方面に遡らせ、一方カールトンが部隊を率いてロンゲールでセントローレンス川を渡るというものだった。
マクリーンは約180名の移民隊を作りまた多くの民兵を組織した。10月14日にソレルに到着するときまでに移民隊に加えて約400名の民兵隊を組織していた。徴兵のためには恐喝を行うこともあった。10月30日、カールトンの部隊約1,000名（大半は民兵で移民隊とインディアンの支援が幾らかあった）がロンゲールに上陸しようとして大陸軍に撃退されたとき、カールトンとマクリーンの望みは潰えた。船の幾つかは着岸したが、大半はセス・ワーナーがシャンブリー砦で捕獲していた野砲を使って撃退した。
マクリーンは前進を試みたが、その民兵達が脱走を始め、ブラウンとリビングストンの部隊は逆に勢力を増した。マクリーンはソレルまで後退し、さらにケベックまで戻った。

## 砦の降伏
10月下旬、大陸軍の勢力はデイビッド・ウースター准将を含むニューヨークとコネチカットから500名の援軍が到着して再度膨れ上がった。この報せに、新しい砲台が砦に向けられたこと、救援軍が失敗したという報せや砦の物資が減少していたことが組み合わされ、砦の状態は絶望的になっていた。

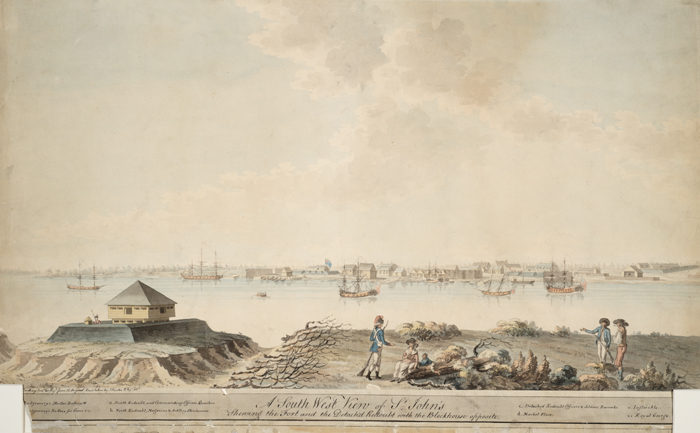
1790年の水彩画、遠景にセントジョンズ砦、前景にHMSロイヤルサベージ

11月1日、モントゴメリーはカールトンが救援を試みて失敗したときに捕らえた捕虜に休戦の白旗を持たせ、砦に送り込んだ。この捕虜は、モントゴメリーが書いた救援は来そうに無いことを指摘し、降伏の交渉を行うことを提案する手紙を届けた。プレストンはその手紙の内容を全面的には信用せず、部下の大尉の一人をモントゴメリーとの交渉に送り出した。プレストンの提案は4日間休戦し、その後に救援が来なければ守備隊が降伏するというものだったが、季節が冬に向かっているときだったのでモントゴメリーはこれを拒否した。モントゴメリーは伝令の大尉にカールトンの遠征隊から捕らえた別の捕虜に事情を聞かせ、その捕虜は先に送られた捕虜が報告したことを肯定した。その後でモントゴメリーは即座の降伏要求を繰り返し、その条件は翌日に書き上げると伝えた。
プレストンの部隊は11月3日に砦を出てきて、武器を渡して降伏した。正規兵は正装に身を包んでいた。プレストンは536名の将兵、79名のカナダ人と8名のイギリス人志願兵と共に降伏した。

## 戦闘の後と遺産
セントジョンズ砦降伏の報せを受けたカールトンは即座にモントリオールから脱出する準備を始めた。大陸軍が抵抗もなしにモントリオール市に入った日の2日前、11月11日にカールトンは市を離れた。その艦隊がソレルの砲台から脅しを受けて降伏した後、カールトンは何とか捕虜になるのを免れ、ケベック市の防衛準備のためにケベック市に向かった。
この包囲戦の間に両軍が受けた損失は比較的軽かったが、大陸軍は病気のためにかなりの勢力を減じていた。さらに包囲が長期にわたったことは、大陸軍が冬の迫る中でケベックに移動しなければならないことと、徴兵した兵士達の多くは年末の徴兵期限が迫っていることも意味していた。セントジョンズ砦とモントリオール市を占領した結果、モントゴメリーは12月9日に少将に昇進した。しかしモントゴメリーがそれを知ることはなかった。12月31日に行われたケベックの戦いでモントゴメリーが戦死する前に、ケベック市外にいた大陸軍の宿営地にその報せが届かなかった。
1776年、イギリス軍は、大陸軍がタイコンデロガ砦まで後退する間にセントジョンズを放棄した後で、砦を再占領した。イギリス軍（およびカナダ軍）の部隊はそこを1995年まで占領しており、1952年以降はロイヤル・ミリタリー・カレッジのキャンパスとして利用されている。砦の中にはセントジョンズ砦の350年間にわたる軍事史を展示する博物館が建っている。